# Tanmesék a szexről
A Tanmesék a szexről 1989-ben bemutatott szatirikus magyar vígjáték, melynek rendezője Siklósi Szilveszter, két főszereplője pedig Eszenyi Enikő és Rudolf Péter volt. A film tulajdonképpen két különálló filmetűd egybefűzése, amit azonban számos momentum összeköt. Az első rész a Szabad szombat, a második a Tanácsi mese címet viselte.
Ezek közül a kapcsolódási pontok közül dramaturgiailag talán a legfontosabb az, hogy mindkettő azokkal a nehézségekkel foglalkozott, amikkel az 1980-as évek Magyarországán kellett szembesülniük az olyan fiatal pároknak, akik szerelmük (vagy már friss, közös életük) kiteljesítéséhez megfelelő, zavartalan helyszínre, hovatovább saját lakás birtoklására aspiráltak. Összekötötte a két részt ezen felül a főszereplő párosokat játszó két színművész azonossága és a mellékszereplői gárda részbeni egyezése is.
A korabeli kritika finoman szólva sem volt elragadtatva a filmtől, Szemadám György egyenesen arról írt, hogy szerinte az alkotást az utókor "a magyar filmgyártás egyik örök mélypontjaként" fogja számon tartani.

## Cselekmény

### Szabad szombat
A húszas évei elején járó Éva alsó tagozatos tanítónő egy vidéki városban, és vőlegényével lakást szeretne szerezni közös életük megkezdéséhez. Az ehhez szükséges, elérhetetlennek tűnő összeg előteremtéséhez a munkahelyi felettesétől is kér segítséget, az iskola ötvenhez közelítő igazgatójától azonban inkább csak hitegetést és burkolt szexuális célozgatásokat kap. Ráadásul miután ezeket elhárítja, vőlegényét több ízben meg is verik. A filmben sok a balladisztikus homályban hagyott, illetve a nézői fantáziára bízott részlet, de a jelenetek sorozatából elég nyilvánvaló, hogy a fiatal férfit, Tamást az igazgató bizalmasának számító tornatanár hagyta helyben.
Vonzerejét felismerve Évának az az ötlete támad, hogy idegen férfiakkal való ismerkedés révén szerzi meg a lakásszerzéshez a családi kasszából hiányzó összeget. Kitalál ehhez egy betegeskedő pesti nagybácsit is, aki segítségre szorul, és az ő gondozása ürügyén minden szabad szombaton felutazik vonattal egy jól menő pesti kávéházba. Rövidesen kiderül, hogy a hely pincére egyben örömlányok „menedzselésével” is foglalkozik, Évát is megpróbálja megzsarolni, hogy őneki – az ő „védelme” alatt – dolgozva űzze szombatonkénti tevékenységét. A kétszeresen is megalázó helyzetből Éva számára az hozza meg a kiutat, hogy az egyik ilyen estén nem más ül le az asztala mellé, mint munkahelyi igazgatója, aki magát tehetős külföldi üzletembernek kiadva akart némi hétvégi élvezethez jutni…

### Tanácsi mese
Török Péter bölcsész egyetemi hallgató egy pesti albérletben él, ahová a szobaasszony szigora miatt még a feleségét sem viheti fel, legfeljebb csak úgy, ha előbb gondosan bajuszos diákfiúnak maszkírozza. A tanács lakásügyi osztályán közlik velük, hogy esélyük sincs lakáshoz jutni belátható időtávon belül; egy szerencsés véletlen folytán azonban megtudják, hogy Péter egykori iskolai osztálytársa, Kelemen szintén a tanácsnál előadó. Bár Péter gyerekként csak megalázta és csúfolta az esetlen fiút, a fiatal párnak most mégis az az ötlete támad, hogy őt próbálják megkörnyékezni lakásügyi kérelmük kedvező elbírálásának előmozdításához.
Gyorsan kiderül, hogy Kelemen a tanács egy másik részlegén dolgozik, a műemlékvédelmi osztályon, mégsem zárkózik el az elől, hogy fogadja őket. Péterék azonban a megbeszélt időpontban nem találják a helyén, és órák telnek el, míg végül rájönnek, hogy a tágas és főleg üres hivatali irodahelyiség a tétlen várakozáson felül másra is alkalmas… Másnap visszatérnek, de ekkor is csak üres szobára bukkannak, miként a következő napokon is; ráadásul időközben több tanácsi dolgozóval is összeismerkednek, akik lassanként kezdik azt hinni, hogy ők ketten is ott dolgoznak; sőt, mi több, egyre többen elégedettek a nekik tulajdonított munkákkal is.
Ildikóra közben szemet vet az egyik tanácsi ügyintéző is, s előle menekülve a fiatalasszony egy nap épp a Lakásügyi Osztály (szintén üres) irodájába zárkózik be. Ott hirtelen ötlettől vezérelve megkeresi Péter beadványát, majd áthelyezi az elfogadott kérelmek dossziéjába. Ennek megfelelően kisvártatva meg is kapják az annyira várt lakáskiutalást, majd a nekik ítélt lakótelepi lakást is. Valami azonban mégsem stimmel, nem olyan jó a szex az üres panelfalak közt, mint amihez már kezdtek hozzászokni az idegen tanácsi irodában, a „kollégák” elől bujkálva…

## Közreműködők

### Szereplők
- Eszenyi Enikő	... Balajti Éva, tanítónő (Szabad szombat) / Artner Ildikó (Tanácsi mese)
- Rudolf Péter ... Pincér (Szabad szombat) / Török Péter, egyetemi hallgató (Tanácsi mese)
- Bán János ... Kéri Tamás (Szabad szombat)
- Rajhona Ádám ... 	Iványi, iskolaigazgató (Szabad szombat) / Fiedler, tanácsi felsővezető (Tanácsi mese)
- Bata János ... Keszthelyi, tornatanár (Szabad szombat) / Jakab, tanácsi középvezető (Tanácsi mese)
- Szirtes Gábor	... Polgár, tanácsi előadó (Tanácsi mese)
- Papp Zoltán ... Závodszki, tanácsi előadó (Tanácsi mese)
- Csudai Csaba ... Tanácsi előadó (Tanácsi mese)
- Lipits Zsolt ... Szabadságos katona (Szabad szombat)
- Györgyi Anna ... 	Ida, tanítónő (Szabad szombat) / Fiatal lány (Tanácsi mese)
- Szabó István ... Görkorcsolyás fiú (Szabad szombat)
- Simonffy György ... Szemüveges úr (Szabad szombat)
- Áron László ... Német vendég (Szabad szombat)
- Liszkai László ... Francia vendég (Szabad szombat)
- Mitsui Sen ... Japán vendég (Szabad szombat; magyar hangja Gálvölgyi János)
- Karsai László ... Rendőr
- Wohlmuth István ... Rendőr
- Pádua Ildikó ... Portásnő a tanácsnál (Tanácsi mese)
- Turay Ida ... Schneiderné, szobaasszony (Tanácsi mese)
- Helyey László ... Narrátor

### Alkotók
- Rendező: Siklósi Szilveszter
- Forgatókönyvíró: Siklósi Szilveszter, Szekér András
- Zeneszerző: Mericske Zoltán
- Operatőr: Jancsó Nyika
- Szerkesztő: Koncz Gabriella

## Kritikák a filmről
- Szemadám György: Láttuk még – Tanmesék a szexről. Filmvilág, 1989./8. szám, 50. oldal;  Online hozzáférés: 2025. január 19.